# Michel van der Aa
Pour les articles homonymes, voir van der Aa.

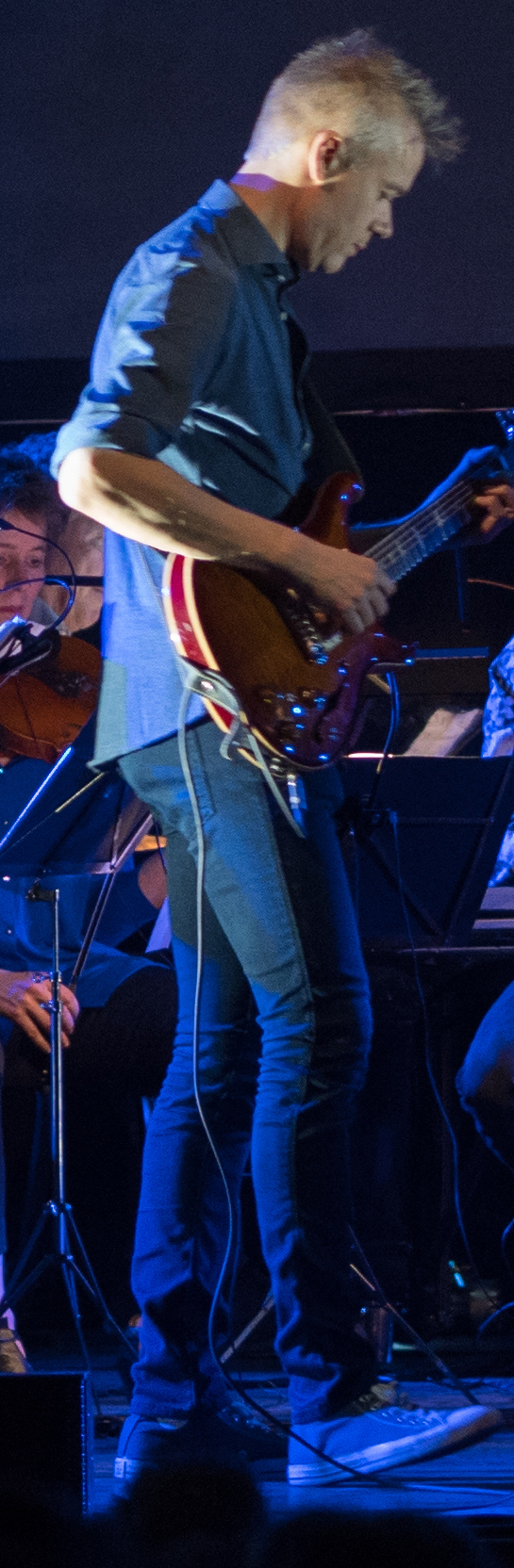

Michel van der Aa, né le 10 mars 1970 à Oss, est un compositeur néerlandais de musique contemporaine.

## Œuvres
- The Book of Water, théâtre musical de chambre pour acteur, quatuor à cordes et film (2022)
- Shades of red pour ensemble et bande son (2020)
- Upload opéra filmique (2020)
- Eight installation en réalité virtuelle (2019)
- akin pour violon, violoncelle et orchestre (2019)
- Double concerto pour violon, violoncelle, orchestre et bande (2018)
- For the time being pour mezzo-soprano, piano, violon et contrebasse (2017)
- Inside someone else’s head pour violon et contrebasse (2017)
- Shelter pour chœur (2017)
- Reversal pour orchestre (2016)
- Blank Out opéra de chambre pour soprano, électronique et film 3D (2015)
- Concerto pour violon (2014)
- Hysteresis pour clarinette solo, ensemble et électronique (2013)
- Mother Tongue banque de sons pour Mother Tongue, chorégraphie de Shlomi Tuizer et Edmond Russo pour treize danseurs (2013)

- Sunken Garden film opéra en 3D (2013)

- 2012
- And how are we today ? pour mezzo-soprano, piano et contrebasse (2012)
- Miles away pour mezzo-soprano, violon, piano et contrebasse (2012)
- Up-close pour violoncelle, ensemble de cordes et film (2010)
- Rekindle pour flûte et électronique (2009)
- Transit pour piano et projection vidéo (2009)
- The Book of Disquiet théâtre musical pour acteur, ensemble et film (2008)
- Spaces of Blank pour mezzo-soprano, orchestre et électronique (2007)
- After Life opéra pour six chanteurs, ensemble, vidéo et électronique (2006)
- Mask pour ensemble et électronique (2006)
- Imprint pour orchestre baroque (2005)
- Second Self pour orchestre et électronique (2004)
- Here Trilogy pour soprano et ensemble (2003)
- Here [enclosed] pour orchestre de chambre et électronique (2003)
- Memo pour violon et magnétophone portable (2003)
- Solitaire pour violon et électronique (2003)
- Here [in circles] pour soprano et ensemble (2002)
- One opéra de chambre pour soprano, vidéo et électronique (2002)
- Here [to be found] pour soprano, orchestre de chambre et électronique (2001)
- Vuur pour ensemble et électronique (2001)
- Attach pour ensemble et électronique (2000)
- Just before pour piano et électronique (2000)
- See-through pour orchestre (2000)
- The New Math(s) musique de film pour soprano, trois instruments et électronique (2000)
- Above pour ensemble et électronique (1999)
- Caprice pour violon (1999)
- Writing to Vermeer pour électronique (1999)
- Faust pour ensemble et électronique (1998)
- Between pour quatuor de percussions et électronique (1997)

- Double pour violon et piano (1997)
- Quadrivial pour flûte, violon, violoncelle et piano (1997)
- Solo for percussion (1997)
- Wake pour duo de percussions (1997)
- Span pour ensemble et électronique (1996)
- Staring at the Space pour orchestre de chambre (1996)
- Now [in fragments] pour soprano, clarinette, violoncelle et électronique (1995)
- Oog pour violoncelle et électronique (1995)
- Auburn pour guitare et électronique (1994)